# Blisterhulttjärnen
Blisterhulttjärnen är en sjö i Ljusdals kommun i Hälsingland och ingår i Ljusnans huvudavrinningsområde.